# Józef Kalinowski (zm. 1825)
Józef Kalinowski (ok. 1785–1825) – generał brygady Armii Księstwa Warszawskiego, pułkownik wojsk francuskich.
Hrabia. Dziedzic Kamionki Wielkiej (w pow. kołomyjskim) i innych dóbr w Galicji. Kawaler orderu Legii Honorowej i orderu Krzyża Wojskowego Virtuti Militari.
Syn Seweryna Ksawerego hr. Kalinowski na Wielkiej Kamionce h. Kalinowa. Zamieszkały w Galicji. Służył w armii napoleońskiej, m.in. był pułkownikiem huzarów w wojsku westfalskim, później dowódcą 1. pułku huzarów Księstwa Warszawskiego, znany hulaka i awanturnik. W 1810 podał się do dymisji i zamieszkał na Wołyniu.  Zmarł 8 lutego 1825 roku. Pochowany na Cmentarzu Łyczakowskim we Lwowie.

## Źródła
- Adam Boniecki, Herbarz polski - 9.278.196 - t. IX s. 151: Kalinowscy h. Kalinowa
- Adam Boniecki, Herbarz polski - 9.278.221 - t. IX s. 151: Kalinowscy h. Kalinowa
- Adam Boniecki, Herbarz polski - 9.278.223 - t. IX s. 151: Kalinowscy h. Kalinowa
- Baza Jerzego ks. Czartoryskiego - cz.I021394
- Nekrolog w „Kurierze Warszawskim” 44/1825 http://ebuw.uw.edu.pl/dlibra/editions-content?id=26418 (za: A. Tyszka, Nekrologi Kuriera Warszawskiego):
- Polski Słownik Biograficzny t. 23 str. 610: psb.20501.5
- Polski Słownik Biograficzny t. 23 str. 610: psb.20501.8